# Екартсберга
Екартсберга (њем. Eckartsberga) град је у њемачкој савезној држави Саксонија-Анхалт. Једно је од 43 општинска средишта округа Бургенланд. Према процјени из 2010. у граду је живјело 2.460 становника. Посједује регионалну шифру (AGS) 15084125.

## Географски и демографски подаци
Екартсберга се налази у савезној држави Саксонија-Анхалт у округу Бургенланд. Град се налази на надморској висини од 243 метра. Површина општине износи 36,0 km². У самом граду је, према процјени из 2010. године, живјело 2.460 становника. Просјечна густина становништва износи 68 становника/km².